# Heiko Grauel
Heiko Grauel (* 13. März 1974 in Hanau) ist ein deutscher Synchron- und Hörbuchsprecher. Seit 2019 wird seine Stimme deutschlandweit für automatische Durchsagen an Bahnhöfen verwendet.

## Leben
Mit einem Praktikum bei Radio Primavera begann Grauels Karriere. Beim Hessischen Rundfunk ließ er sich dann zum Off-Sprecher, Synchronsprecher und Hörfunkmoderator ausbilden. Seit 1993 war er als Sprecher in Fernsehdokumentationen (etwa beim ZDF), in Hörbüchern sowie in Werbespots und Games zu hören. In den 1990ern war Grauel Teil von „Bernie und Co“, einer täglichen Musiksendung bei dem Lokalfernsehsender B.TV aus Karlsruhe, der Ende Dezember 2004 den Betrieb einstellte. Zudem ist er regelmäßig als Synchronsprecher in Filmen und Serien tätig. Von 2006 bis 2015 moderierte Grauel bei harmony.fm.
2019 wurde Grauel als Stimme für Durchsagen der Deutschen Bahn gecastet, die seither sukzessive an allen Bahnhöfen eingeführt wird. Mittels eines Text-to-Speech-Systems werden dafür aus Sprechproben von Heiko Grauel alle erforderlichen Ansagen generiert.
Grauel lebt in Dreieich.

## Hörbücher (in Auswahl)
- 2009–: Werke von Karl May (u. a. Der Schatz im Silbersee, Winnetou I–III)
- 2013-: Werke von Helge Weichmann (u. a.  Schandgrab) Die Fälle von Ernstine „Tinne“ Nachtigall.
- 2015–2019: Paradox (Romanserie von Phillip P. Peterson)
- 2015–2021: Transport (dito)
- 2017–2019: Star Trek: Rise of the Federation
- 2017–: Star Trek Voyager